# Мирсагатова, Розияхон Садыковна
Разияхон (Розалия) Садыковна Мирсагатова (1909—1980) — советский хирург-гинеколог, доктор медицинских наук, профессор. Первая в СССР разработала и применила методы лечения больных витамином Е.

## Биография
Родилась в декабре 1909 года в очень бедной семье в кишлаке под Ташкентом. После смерти отца ей в двенадцать лет пришлось заниматься тяжелым изнурительным трудом — батрачить на бая для того, чтобы прокормить себя, мать и двух оставшихся после смерти отца малышей.
В 1923 году уехала в Москву со своим будущим мужем Мирсагатовым Мирзой Усмановичем. По приезде в Москву она попала на прием в женотдел ЦК, где её познакомили с Н. К. Крупской, которая помогла юной узбекской девушке подготовиться и поступить на учебу в 1-й Московский Государственный Университет на медицинский факультет.
После окончания университета в 1931 году вместе со своим мужем Мирсагатовым Мирзой Усмановичем вернулась в Узбекистан, где работала врачом в Самаркандской Республиканской больнице. В 1935-м она познакомилась с Юлиусом Фучиком, совершавшим поездку по Средней Азии. Юлиуса Фучика взволновала история жизни Розияхон Садыковне и в последующем он напишет о ней одноименный очерк, вошедший в книги «О Средней Азии», «В стране любимой». Впервые очерк «Розияхон Мирсагатова» был напечатан в газете «Руде право» в 1936 г.
В 1935 году она защитила кандидатскую диссертацию. В дальнейшем работала в больнице в Усть-Каменогорске. В период военного времени Розияхон Садыковна работала врачом в Сибири (занимала должность областного акушера-гинеколога). Благодаря своему таланту и волевому характеру она бралась за сложнейшие операции, за которые другие хирурги отказывались браться. После окончания войны переехала на Украину. С 1945 по 1965 года работала в Харьковском НИИ охраны материнства и детства (Институт ОЗДП АМН Украины с октября 2000 года) старшим научным сотрудником, потом заведующей отделом акушерства и гинекологии.
В 1955 г. присвоено звание доктора наук.
Благодаря доктору Мирсагатовой более пяти тысяч женщин, у которых по самым разным причинам неблагоприятно протекала беременность, узнали счастье материнства. С помощью Розияхон Садыковны в Киевском районе Харькова создана школа молодой матери.
Является автором более сорока восьми научных трудов.
Скончалась в 1980 году.

## Научные заслуги
Первой в СССР разработала и применила методы лечения больных витамином «Е» и добилась поразительных успехов.
Вместе с коллективом института Мирсагатова разработала комплекс мероприятий по профилактике гемолитических заболеваний новорожденных.
Одной из первых в УССР начала исследовательскую деятельность в области детской гинекологии. Стала автором 60 работ, подготовила 2 кандидата медицинских наук.

## Публикации
- Р. С. Мирсагатова. Витамин Е в лечении и профилактике самопроизвольного преждевременного прерывания беременности (не вынашивания). — Х., 1955. — 18 с. — 100 экз. Архивировано 4 марта 2016 года.
- Р. С. Мирсагатова. Организация акушерско-гинекологической помощи на промышленных предприятиях. — Х., 1962. — 13 с. — 5000 экз. Архивировано 4 марта 2016 года.
- В. И. Константинов, Р. С. Мирсагатова. Терапия функциональных маточных кровотечений электротоками высокой частоты. — Х., 1960. — 4 с. — 5000 экз.
- Р. С. Мирсагатова. Анализ гинекологической заболеваемости на заводах машиностроения и мероприятия по её снижению // Вопр. акушерства и гинекологии. — Х., 1959. — Вып. 26. — С. 183—190.
- И. А. Васильева, Р. С. Мирсагатова. Анализ гинекологической заболеваемости на заводах машиностроения и мероприятия по её снижению // Всесоюз. совещание по мед. обслуживанию рабочих промышленных предприятий г. Харькова. — 1958. — 26 марта.
- Р. С. Мирсагатова. Вітамін Е в профілактиці та лікуванні спонтанного переривання вагітності (укр.) // Педіатрія, акушерство і гінекологія. — 1950. — № 2. — С. 21—25.
- Р. С. Мирсагатова, М. Д. Шейнерман. Влияние витамина Е на содержание хориального гонадотропина в моче беременных женщин с угрожающим выкидышем // Сб. науч. работ Харьк. НИИ Охматдета, посвящ. 40-летию Великой Октябрьской Соц. революции / МЗ УССР; НИИ Охматдета им. Н.К. Крупской. — Х., 1957. — Вып. 1. — С. 38—42.
- Р. С. Мирсагатова, Б. Й. Майорова, Д. Ю. Янкелевич та ін. Деякі особливості дітей, які народилися від хворих на сахарний діабет матерів, та догляд за ними // Профілактика та лікування родових травм і захворювань новонароджених (укр.). — Киев: Медвидав, 1959. — С. 210—215.
- Р. С. Мирсагатова, І. А. Васильєва. Деякі особливості роботи жіночої консультації заводу тяжкого машинобудування (укр.) // Педіатрія, акушерство і гінекологія. — 1962. — № 5. — С. 51—53.
- Р. С. Мирсагатова, Л. М. Дробашевська. До питання про значення резус-фактора в етіології недоношуваності (укр.) // Педіатрія, акушерство і гінекологія. — 1954. — № 1. — С. 36—39.
- Р. С. Мирсагатова, І. О. Васильєва. Заходи по профілактиці ускладнень вагітності і родів у робітниць заводу важкого машинобудування (укр.) // Педіатрія, акушерство і гінекологія. — 1965. — № 3. — С. 36—38.
- Р. С. Мирсагатова. Изоантигенная несовместимость крови и её значение в акушерской патологии // Внутренняя патология и беременность: труды конф., 27-29 окт. 1953 г., Киев / МЗ УССР; Укр. НИИ клин. медицины им. акад. Н. Д. Стражеско. — Киев: Госмедиздат УССР, 1955. — С. 158—165.
- Р. С. Мирсагатова. Изоантигенная несовместимость крови и её значение в акушерской патологии // Внутренняя патология и беременность: тез. докл.. — Киев, 1953. — С. 41—42.
- Р. С. Мирсагатова. Как это важно! [Комнаты личной гигиены женщины на предприятиях Харькова] // Красное знамя. — 1960. — 3 февраля.
- Р. С. Мирсагатова, Б. Й. Майорова. К вопросу о профилактике гемолитических заболеваний новорождённых // Тез. докл. IX науч. сессии ин-та акуш. и гинекол. АМН СССР.. — М., 1957. — С. 3.
- Р. С. Мирсагатова, А. И. Куликова. Клиника и лечение неспецифических вульвовагинитов у девочек: метод. письмо. — Х., 1964.
- Р. С. Мирсагатова, Б. Й. Майорова. Клініка, профілактика та лікування ізосенсибілізації вагітної і новонародженного // Профілактика та лікування родових травм і захворювань новонародженних (укр.). — Киев, 1959. — С. 115—120.
- Р. С. Мирсагатова, Е. А. Олейникова, А. И. Куликова, В. Д. Розенберг. Лечение метацилом неспецифических вульвовагинитов у девочек // Материалы конф. по применению пиримидиновых производных в онкологии и других областях медицины, 22-24 мая 1963 г.. — Л., 1963. — С. 68—69.
- Р. С. Мирсагатова, Б. Й. Майорова. Лечение новорожденных с различными проявлениями гемолитического заболевания // Тез. докл. науч. сессии Харьк. НИИ Охматдета. — Х., 1955. — С. 7—8.
- Р. С. Мирсагатова, З. А. Смирнова, Т. А. Фиалковская. Лечение трещин сосков у кормящих матерей метацил-левомецитиновой мазью // Материалы конф. по применению пиримидиновых производных в онкологии и других областях медицины / АМН СССР; Ин-т онкологии. — Л., 1963. — 22—24 мая. — С. 69.
- Р. С. Мирсагатова, В. И. Константинов. Лечение функциональных маточних кровотечений УВЧ // Всесоюз. съезд акуш.-гинекологов: тез. докл.. — М., 1957. — С. 252—254.
- Р. С. Мирсагатова, В. Г. Васильева. Менструальная функция у школьниц и профилактика её нарушений // Вопр. акушерства и гинекологии. — Х., 1959. — Вып. 26. — С. 169—181.
- Р. С. Мирсагатова, А. Л. Дворкина, А. И. Куликова, Р. М. Летинская. Менструальный цикл в периоде полового созревания и организация режима труда и отдыха подростков в строительных училищах // Актуальные вопр. гигиены детей и подростков. — Х., 1966. — С. 28—30.
- Р. С. Мирсагатова, В. Г. Васильева. Мероприятия по профилактике осложнений при беременности и родах у работниц тяжёлого машиностроения // Материалы межобластной науч.-практ. конф. врачей акушеров-гинекологов, янв. 1961 г.. — Донецк, 1963. — С. 58—59.
- Р. С. Мирсагатова, Б. О. Майорова. Наш опыт борьбы с недонашиванием, мертворождаемостью и гемолитическими заболеваниями новорожденных, возникшими на почве серологического конфликта // Отчётн. науч. сессия Ин-та акушерства и гинекологии, 9-12 апр. 1956 г.: тез. докл.. — Л., 1956. — С. 26—27.
- Р. С. Мирсагатова, Б. Й. Майорова. Некоторые особенности клинического течения периода новорожденности у детей // Педиатрия. — 1954. — № 3. — С. 23—28.
- Р. С. Мирсагатова, Б. Й. Майорова. Некоторые особенности клинического течения периода новорожденности у детей, родившихся от изосенсибилизированных матерей, и пути их выхаживания // 30 лет: тез. докл. науч. сессии, посв. 30-летию деятельности института, 23-25 янв. 1954 г. / МЗ УССР; Харьк. НИИ охраны материнства и младенчества им. Н. К. Крупской. — Х., 1954. — С. 14—15.
- Р. С. Мирсагатова, И. А. Васильева. Некоторые особенности беременности и родов у работниц горячих цехов ХТЗ // Вопр. гигиены труда и проф. патологии в химической и машиностроительной промышленности. — Х., 1962. — С. 159—161.
- Р. С. Мирсагатова, И. А. Васильева. Некоторые особенности беременности и родов у работниц горячих цехов ХТЗ // Вопросы гигиены труда и профпатологии в химической и машиностроительной промышленности: науч. тр. / МЗ УССР; Укр. НИИ гигиены труда и профхаболеваний. — Х., 1962. — Т. 29. — С. 155—161.
- Р. С. Мирсагатова, С. С. Баринская, Ю. И. Дородных и др. О некоторых мероприятиях по снижению гинекологической заболеваемости среди работниц промышленных предприятий // XI Всесоюз. съезд акуш.-гинек.: тез. докл.. — М., 1963. — С. 25.
- Р. С. Мирсагатова, В. Ф. Матвеева, С. С. Баринская и др. О некоторых мероприятиях по снижению гинекологической заболеваемости среди работниц промышленных предприятий // Совр. пробл. охраны материнства и детства: тез. конф.. — Х., 1964. — С. 65—67.
- Р. С. Мирсагатова, В. И. Константинов. Опыт лечения функциональных маточных кровотечений УВЧ // Сб. науч. работ Харьков. ин-та Охматдет. — Х., 1957. — С. 107—116.
- Р. С. Мирсагатова, Н. А. Максимова. Опыт организации массовых гинекологических осмотров женского населения сельского района [Змиевской р-н] // Врачеб. дело. — 1950. — № 8. — С. 739—740.
- Р. С. Мирсагатова, И. А. Васильева. Опыт работы по профилактике осложнений во время беременности и родов у работниц Харьковского тракторного завода // III съезд акушеров-гинекологов УССР, 29 марта — 1 апреля 1961 г., г. Харьков: труды / МЗ УССР; Науч. о-во акушеров-гинекологов УССР. — Киев: Госмедиздат УССР, 1962. — С. 163—165.
- Р. С. Мирсагатова, И. А. Васильева. Опыт работы по профилактике осложнений беременности и родов у работниц ХТЗ // Материалы науч. заседаний Харьковского научного медицинского общества 1961-62 гг.. — Киев, 1965. — С. 275—276.
- Р. С. Мирсагатова, И. А. Васильева. Опыт работы по профилактике осложнений во время беременности и родов у работниц ХТЗ // III Съезд акушеров-гинекологов УССР, Харьков: тез. докл.. — Киев, 1961. — С. 79—80.
- Р. С. Мирсагатова, Л. И. Лобановская. Осложнение беременности сахарным диабетом и плод // Физиология и патология внутриутробного плода и новорожденного: сб. тр. / МЗ УССР; ХГМУ; ХНМО. — Киев: Здоровُя, 1965. — Вып. 64. — С. 94—103.
- Р. С. Мирсагатова, Б. Й. Майорова. Переливание глобулярной массы изосенсибилизированным новорожденным // Тез. Укр. республ. конф. по переливанню крови, посвящ. 25-летию службы крови на Украине и 25-летию Укр. НИИ переливания крови и неотложной хирургии, 28 нояб. — 1 декабря 1955 г., г. Харьков.. — Х., 1955. — С. 6—7.
- Р. С. Мирсагатова, Б. Й. Майорова. Переливание глобулярной массы изосенсибилизированным новорожденным // Вопр. охраны материнства и детства. — 1956. — Т. 1, № 3. — С. 13—15.
- Р. С. Мирсагатова, Б. Й. Майорова. Переливание глобулярной массы новорожденным с гемолитическими заболеваниями // Вопросы переливання крови. — Х., 1950. — Т. 5. — С. 35—38.
- Р. С. Мирсагатова. Поради гінекологу (укр.). — 1949.
- Р. С. Мирсагатова. Применение витамина Е и комбинации витамина Е с гормоном жёлтого тела при спонтанном прерывании беременности // Акушерство и гинекология. — 1954. — № 2. — С. 71—73.
- Р. С. Мирсагатова, Е. А. Олейникова, А. И. Куликова, В. Д. Розенберг. Применение метацила для лечения неспецифических вульвовагинитов у девочек // Материалы науч. заседаний ХНМО, 1-е и 2-е полугодие 1963 г.. — Киев, 1966. — С. 144—145.
- Р. С. Мирсагатова, В. Г. Васильєва. Про стан менструальної функції в учениць (укр.) // Питання гігієни і фізич. розвитку дівчаток: праці I респ. наук.-практ. конф., 6-7 травня 1959 р., Київ / МОЗ УРСР; Укр. НДІ охорони материнства і дитинства; наук. тов-во акушерів-гінекологів УРСР. — Киев: Держмедвидав УРСР, 1960. — С. 60—68.
- Р. С. Мирсагатова. Профілактика і лікування ювенільних маткових кровотеч (укр.) // Питання гігієни і фізич. розвитку дівчаток: праці I респ. наук.-практ. конф., 6-7 травня 1959 р., Київ / МОЗ УРСР; Укр. НДІ охорони материнства і дитинства; наук. тов-во акушерів-гінекологів УРСР. — Киев: Держмедвидав УРСР, 1960. — С. 80—84.
- Р. С. Мирсагатова. Психогенные нарушения артериального тонуса у беременных // Психонейрогинекология и акушерство: тез. и автореф. докл., 27-29 янв. 1964 г. / МЗ УССР; Укр. ин-т усовершенствования врачей; ХМНО. — Х., 1964. — С. 78—80.
- Р. С. Мирсагатова, И. А. Васильева, Н. И. Коган. Пятилетний опыт работы по профилактике неблагоприятных исходов беременности и родов (для плода) на заводе тракторного машиностроения // Совр. пробл. охраны материнства и детства: тез. конф., посвящ. 40-летию ин-та, 10-12 февр. 1964 г. / МЗ УССР; Укр. НИИ Охматдет. — Х., 1964. — С. 63—65.
- Р. С. Мирсагатова, М. Д. Шейнерман, Б. А. Вартапетов. Ранняя диагностика гибели плодного яйца // Акушерство и гинекология. — 1953. — № 3. — С. 29—31.
- Р. С. Мирсагатова, З. А. Смирнова. Результаты лечения трещин сосков с применением метацила // Материалы науч. заседаний ХНМО, 1-е и 2-е полугодие 1963 г.. — Киев, 1966. — С. 165—166.
- Р. С. Мирсагатова. Роль изоантигенов и изоиммунных антител в преждевременном прерывании беременности // 30 лет : тез. докл. науч. сессии, посв. 30-летию деятельности института 23-25 янв. 1954 г. / МЗ УССР; Харьк. НИИ охраны материнства и младенчества им. Н. К. Крупской. — Х., 1954. — С. 7—8.
- Р. С. Мирсагатова, Л. И. Лобановская, Б. Й. Майорова и др. Сахарный диабет и беременность. — Новое в исследовании и лечении нарушений эндокринных желёз: труды / Укр. ин-т експеримент. эндокринологии. — Х., 1961. — Т. 18. — С. 141—175.
- Р. С. Мирсагатова, Б. И. Майорова. Состояние детей, родившихся от матерей, больных сахарным диабетом // Соврем. пробл. учения о сахарном диабете и половых гормонах: материалы науч. конф., посвящ. 21 съезду КПСС, / МЗ УССР; Укр. ин-т эксперимент. эндокринологии; Харьк. о-во эндокринологов. — Х., 1958. — С. 51—52.
- Р. С. Мирсагатова, В. Г. Васильева. Состояние менструальной функции у школьниц и профилактика её нарушений // Материалы науч. заседаний ХНМО, 2-е полугодие 1959 г.. — Х., 1961. — С. 101—103.
- Р. С. Мирсагатова. Состояние центральной нервной системы у женщин, страдающих функциональным маточным кровотечением // Объедин. науч. конф. НИИ Охматдета, каф. акуш.-гинекол. и педиатрии Харьк.мед. ин-та и ин-та усовершенствования врачей: тез. докл. / МЗ УССР. — Х., 1956. — С. 47—48.
- Р. С. Мирсагатова, І.О. Васильєва, В. М. Панова. Стан жіночої статевої сфери в ізолювальниць заводів електромашинобудування (укр.) // Педіатрія, акушерство і гінекологія. — 1964. — № 4. — С. 59—61.
- Р. С. Мирсагатова, В. И. Константинов. Терапия функциональных маточных кровотечений электротоками высокой частоты : метод. письмо. — Х., 1960.
- Р. С. Мирсагатова. Течение беременности и родов у больных сахарным диабетом // Совр. пробл. учения о сахарином диабете и о половых гормонах: материалы науч. конф., посвятщ 21 съезду КПСС / МЗ УССР; Укр. ин-т експеримент. эндокринологии; Харьк. о-во эндокринологов. — Х., 1958. — С. 49—50.
- Р. С. Мирсагатова, И. А. Васильева. Течение беременности и родов у работниц и служащих завода тяжёлого машиностроения // Актуальные вопр. акушерства и гинекологии: сб. науч. работ  / Сб. науч. тр. / ХГМИ; вып. 61, ХНМО; вып. 25. — Киев: Госмедиздат УССР, 1964. — С. 65—70.
- Р. С. Мирсагатова. Течение и исход беременности при изосенсибилизации организма беременной // Акушерство и гинекология. — 1956. — № 1. — С. 10—13.
- Р. С. Мирсагатова, И. А. Васильева. Течение и исходы беременности у работниц завода тяжёлого машиностроения и влияние на них профилактических мероприятий // Физиология и патология внутриутробного плода и новорождённого: труды / Харьк. гос. мед. ин-т. — Киев: Здоровُя, 1965. — Вып. 64. — С. 104—111.
- Р. С. Мирсагатова. Транзисторная артериальная гипертензия у беременных, её влияние на течение и исход беременности и родов // Совр. пробл. охраны материнства и детства: тез. конф.. — Х., 1964. — С. 61—63.
- Р. С. Мирсагатова. Транзисторная гипертензия у беременных // Материалы науч. заседаний ХНМО, 1961—1962 гг.. — Киев, 1965. — С. 284.
- Р. С. Мирсагатова, А. Н. Яковлева. Транзисторная гипертензия у беременных и уровень амидного азота в крови // Охрана здоровья матери и новорожденного. — Киев, 1964. — С. 183—187.
- Р. С. Мирсагатова. УВЧ в терапии маточных кровотечений // Мед. работник. — 1959. — № 35.
- Р. С. Мирсагатова, Л. Г. Шмукловская. Уровень эстрагенных гормонов в моче у больных, страдающих функциональным маточным кровотечением. — Сб. науч. работ по акушерству и гинекологии, посвящ. 40-летию Велик. Октябрьск. соц. революции / ХГМИ; ХНМО. — Х., 1958. — С. 331—340. — (Сб. науч. тр. / ХГМИ; вып. 41, ХНМО; вып. 14).
- Р. С. Мирсагатова. Уровень прегнандиола в моче при невынашивании беременности и влияние на него витамина Е // Акушерство и гинекология. — 1952. — № 4. — С. 64—69.
- Р. А. Вартапетов, Р. С. Мирсагатова. Формы и методы лечебно-профилактического обслуживания работниц на предприятиях г. Харькова // Бюллетень Укр. НИИ ОХМД. — Х., 1947. — № 1. — С. 28.
- В. И. Константинов, Р. С. Мирсагатова. Функциональные маточные кровотечения и лечение их УВЧ // Вопр. акушерства и гинекологии: сб. тр. / Охматдет. — Х., 1959. — Вып. 26. — С. 151—167: табл..
- Л. И. Лобановская, Д. Е. Янкелевич, Р. С. Мирсагатова. Особенности течения сахарного диабета при беременности и родах // Пробл. эндокринологии и гормонотерапии. — 1955. — Т. 1, № 3. — С. 87—91.
- І. К. Полосухіна, Р. С. Мирсагатова. Шляхи зниження гінекологічної захворюваності на заводах машинобудування (укр.) // Педіатрія, акушерство і гінекологія. — 1965. — № 3. — С. 38—39.
- Т. Г. Софиенко, Р. С. Мирсагатова, Е. Л. Абакуменко. Изменения в плаценте при изоиммунизации // Материалы науч. заседаний о-ва акушеров-гинекологов, 1-е и 2-е полугодие 1963 г.. — Киев, 1966. — С. 135—136.
- Т. Г. Софиенко, Р. С. Мирсагатова, Е. Л. Абакуменко. Изменения в плаценте при изоиммунизации // Совр. пробл. охраны материнства и детства: тез. конф.. — Х., 1964. — С. 83—84.
- Т. Г. Софиенко, Р. С. Мирсагатова, Е. Л. Абакуменко. Морфологические и гистохимические изменения в плаценте при изоиммунизации и их связь с гемолитической болезнью новорождённых // Охрана здоровья матери и новорожденного / МЗ УССР; Харьк. НИИ Охматдет им. Н. К. Крупской. — Киев: Здоровُя, 1964. — С. 196—205.